# Charles Jeantaud

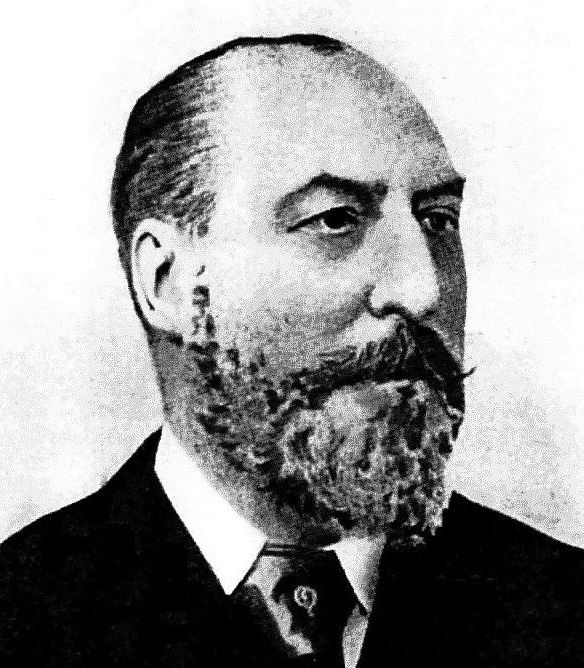
Charles Jeantaud, um 1900

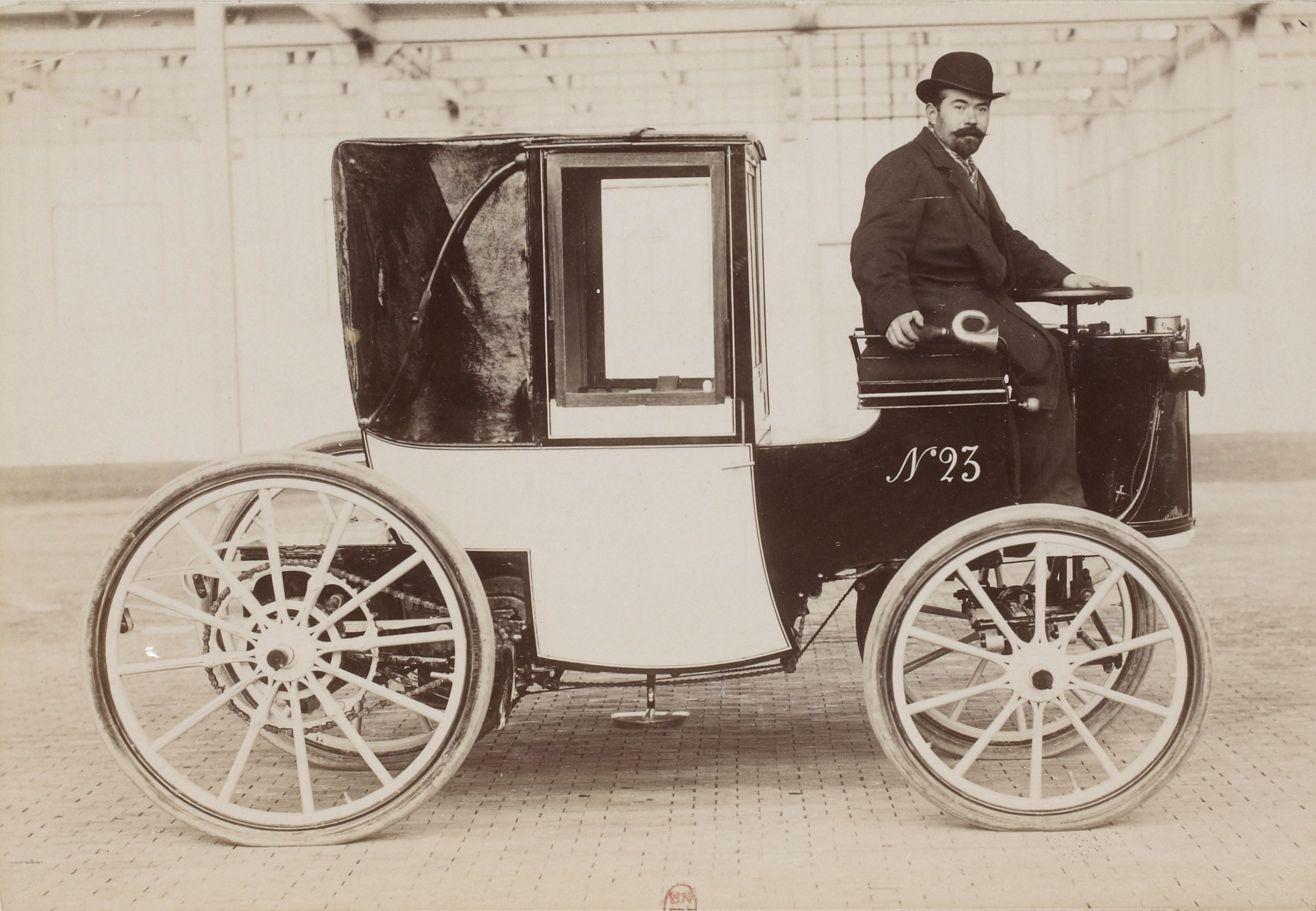
Jeantaud Milord aus dem Jahr 1898 mit Elektroantrieb, der als Fiaker (hier im Sinne von Droschke) für zwei Fahrgäste eingesetzt werden konnte

Charles Jeantaud (* 24. Dezember 1843 in Limoges; † 29. November 1906 in Paris) war ein französischer Automobilpionier und Konstrukteur von Elektroautos sowie von Autos mit Gasmotoren in seinem Unternehmen C. Jeantaud.
Sein erstes Elektroauto baute Jeantaud 1881 und machte seinen Familiennamen auch zum Markennamen für die Automobile, die er 1893 bis 1906 in Paris herstellte.
Mit seinem Elektroauto-Modell Jeantaud Duc stellte der französische Autorennfahrer Gaston de Chasseloup-Laubat am 18. Dezember 1898 mit einer Geschwindigkeit von 61,15 km/h in Achères (Departement Yvelines) nahe Paris den ersten verbrieften Geschwindigkeitsrekord für ein Landfahrzeug auf. Dieser wurde am 17. Januar 1899 von dem Belgier Camille Jenatzy am selben Ort mit dem Elektroauto CGA Dogcart mit 66,66 km/h gebrochen.
Am selben Tag am selben Ort holte Gaston de Chasseloup-Laubat mit der Duc und 70,31 km/h den Rekord für sich und Jeantaud zurück. Am 27. Januar 1899 ging der Geschwindigkeitsrekord in Achères wieder an den CGA Dogcart von Camille Jenatzy, mit 80,35 km/h.
Am 4. März 1899 holte Gaston de Chasseloup-Laubat mit dem Fahrzeug Jeantaud Duc Profilée sich und Jeantaud zum dritten Mal den Rekord mit 92,78 km/h. Dieser Rekord ging wiederum an Camille Jenatzy verloren, der mit seinem Elektroauto La Jamais Contente als erster Mensch in einem Automobil schneller war als 100 km/h, nämlich 105,88 km/h.
Geld verdiente die Firma aber mit Alltagsfahrzeugen für zwei oder mehr Personen, meist basierend auf gängigen Kutschentypen wie Coupé, Gig, Victoria, Landaulet, Phaeton und Cabriolet, denn angefangen hatte Jeantaud als Kutschwagenkonstrukteur. Ihm wird in Online-Quellen auch die Konstruktion der ersten Limousine nachgesagt, Belege dazu fehlen. Sein Konkurrent Krieger hatte jedoch eine im Angebot, der amerikanische Elektroauto-Hersteller Baker sogar schon 1899.